# Gémonville
Gémonville é uma comuna francesa na região administrativa do Grande Leste, no departamento de Meurthe-et-Moselle. Estende-se por uma área de 9.03 km², e possui 77 habitantes, segundo o censo de 2018, com uma densidade de 8.5 hab/km².